# Badluarach
Badluarach (Schots-Gaelisch: Am Bad Luachrach) is een dorp in de Schotse lieutenancy Ross and Cromarty in het raadsgebied Highland op de zuidelijke oever van Little Loch Broom. Aan de andere kant van Little Loch Broom ligt het dorp Carnach.